# Vanguard 1
Vanguard 1 o Vanguard I (designazione internazionale 1958 Beta) è un satellite artificiale lanciato in orbita il 17 marzo 1958, dopo i più famosi Sputnik 1 ed Explorer 1; è l'unico ancora in orbita e questo lo classifica come il più antico oggetto in orbita creato dall'uomo. È stato anche il primo satellite che ha montato dei pannelli fotovoltaici, quando questa tecnologia era ancora agli albori e non aveva le efficienze e le durate che ha oggi. Le batterie si sono esaurite e non è più possibile alcuna comunicazione con il satellite. Si stima che percorrerà la sua orbita per 240 anni.
Come da comunicati NASA era stato designato a eseguire un test dopo un lancio da parte di un veicolo a tre stadi, per controllare gli effetti su un satellite artificiale immesso su un'orbita attorno alla Terra; furono anche ottenute misurazioni geodetiche attraverso le analisi di tutta la missione.

## Descrizione del veicolo

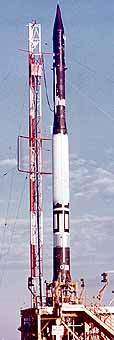
Missile Vanguard

È una sfera di alluminio di 16,5 cm di diametro del peso di 1,47 kg. Contiene, alimentato da una batteria al mercurio, un trasmettitore da 10 mW su una banda di frequenza di 108 MHz usato dall'istituto dell'anno geofisico internazionale ed un altro trasmettitore con una potenza di trasmissione di 5 mW su una frequenza di 108,03 MHz, alimentato da sei dispositivi di celle solari (di circa 5 cm di lato) montate sul corpo del satellite. Sei antenne da 30 cm si protendono dalla sfera. Il trasmettitore fu usato principalmente per dati di rilevamento ed ingegneristici; fu anche usato per determinare il contenuto totale di elettroni fra il satellite ed una stazione ricevente sulla superficie terrestre.

## Orbita
I tre stadi del razzo Vanguard posizionarono il satellite in un'orbita ellittica di 654 x 3969 km per un periodo di rotazione di 134,2 minuti ed una inclinazione di 34,25°.
La durata massima di permanenza in orbita fu stimata attorno ai 2000 anni; ma si scoprì che la pressione delle radiazioni solari ed il freno atmosferico produssero significative perturbazioni, le quali a lungo andare determinarono una significativa diminuzione della durata della vita del satellite facendola slittare a 240 anni. Le batterie a mercurio cessarono di essere operative a giugno del 1958, mentre le celle solari funzionarono fino a maggio del 1964; l'ultimo segnale fu ricevuto a Quito (Ecuador).

## Obiettivi raggiunti
- Fu il primo satellite artificiale alimentato da energia solare
- Dalla sua orbita rilevò importanti dati sulla geometria della Terra

1. Rilevò che la Terra non è perfettamente sferica
2. Permise ai cartografi di creare mappe esatte di isole dell'Oceano Pacifico

- I suoi strumenti permisero di conoscere la densità dell'atmosfera, la densità delle micrometeoriti nello spazio e nell'alta struttura atmosferica.

## 50º anniversario

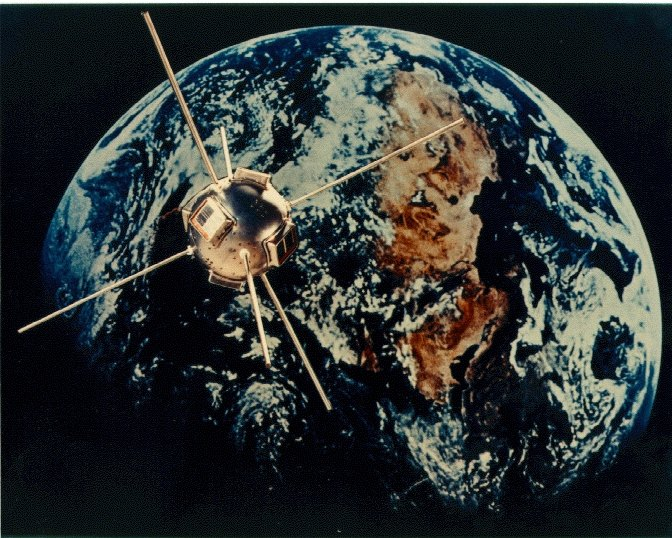
Ricostruzione artistica del Vanguard in orbita attorno alla Terra

Vanguard 1 è il più antico manufatto umano che ancora è in orbita, il 17 marzo 2008, compì i suoi 50 anni di sopravvivenza e nel laboratorio di ricerche navali si commemorò questo anniversario con una simulazione della traiettoria del satellite quando passò sopra la zona visibile da Washington.
Esiste un progetto di recupero per questo reperto storico, che avrà un enorme valore per la dimostrazione delle capacità dell'industria aeronautica in orbita, ed anche come importante fonte di informazioni sulle conseguenze di una lunga permanenza nello spazio.